# رقص کلاه مکزیکی

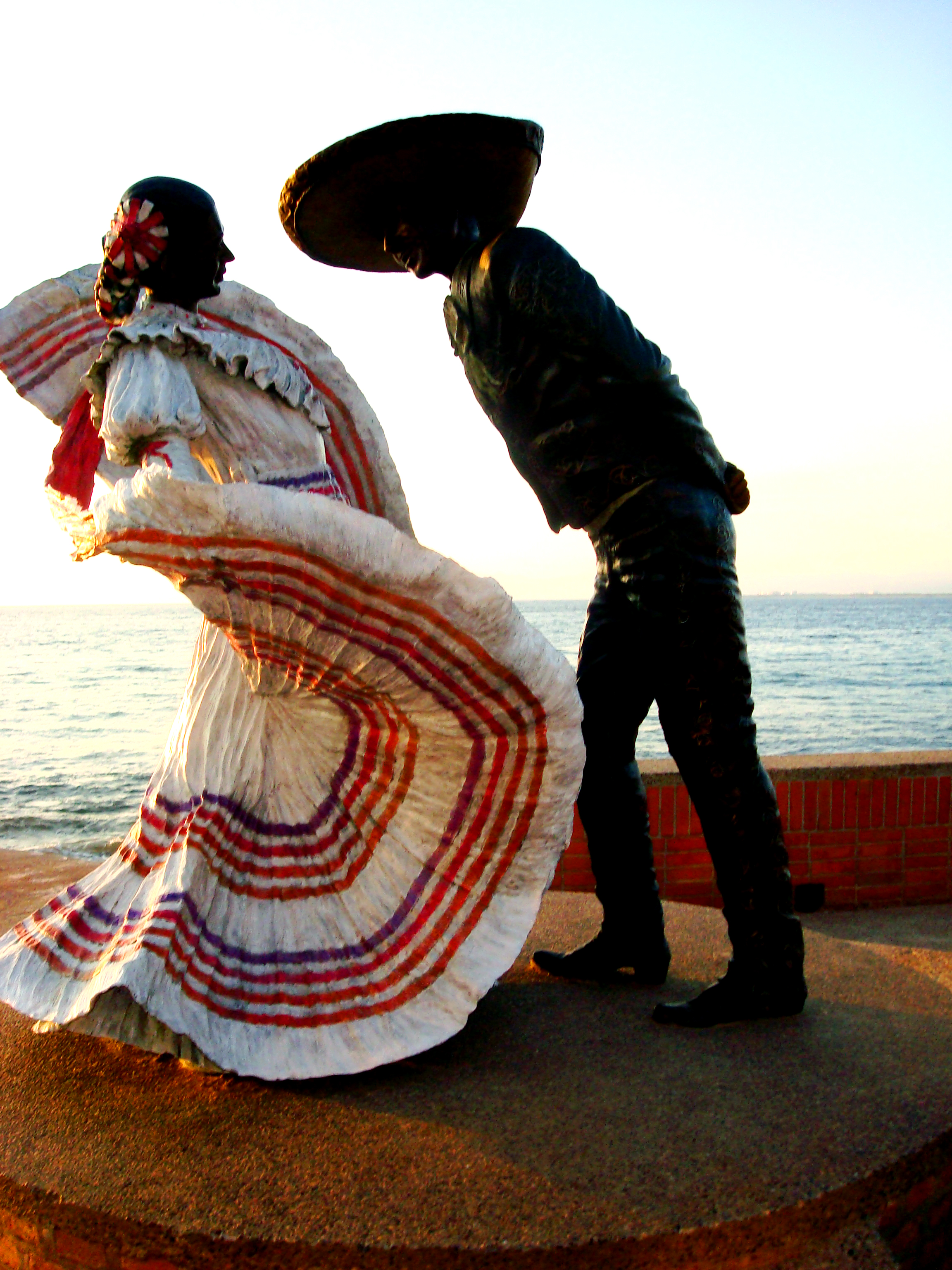
رقص کلاه مکزیکی

رقص کلاه مکزیکی یا خارابه تاپاتیو (jarabe tapatio) رقص ملی کشور مکزیک است.
خارابو در اسپانیایی به معنای شربت و تاپاتیو به معنای گوادالاخارایی است. گوادلاخارا شهری است که رقص خارابو تاپاتیو از آنجا آمده‌است.
رقص کلاه مکزیکی را فلیپه لوپز به مناسبت جشنی که دولت مکزیک برای یابود نبردهای انقلاب مکزیک ترتیب داده‌بود ابداع و تنظیم کرد. رقص کلاه مکزیکی با شرکت مردی که جامه سوارکاران مکزیکی (چارو) را به تن دارد و زنی که به سبک چینا پوبلانا ملبس است اجرا می‌شود.
این نوع رقص در سال ۱۹۲۴ توسط بالرین روسی آنا پاولووا معروف شد و خوزه واسکونسلوس، وزیر آموزش و پرورش وقت مکزیک رقص کلاه مکزیکی را به عنوان رقص ملی این کشور اعلام کرد.